# Glycyphana trivittata
Glycyphana trivittata är en skalbaggsart som beskrevs av Wallace 1867. Glycyphana trivittata ingår i släktet Glycyphana och familjen Cetoniidae. Inga underarter finns listade i Catalogue of Life.